# Mallos macrolirus
Mallos macrolirus là một loài nhện trong họ Dictynidae.
Loài này thuộc chi Mallos. Mallos macrolirus được miêu tả năm 1997 bởi Bond & Opell.